# Constant Vansteenkiste

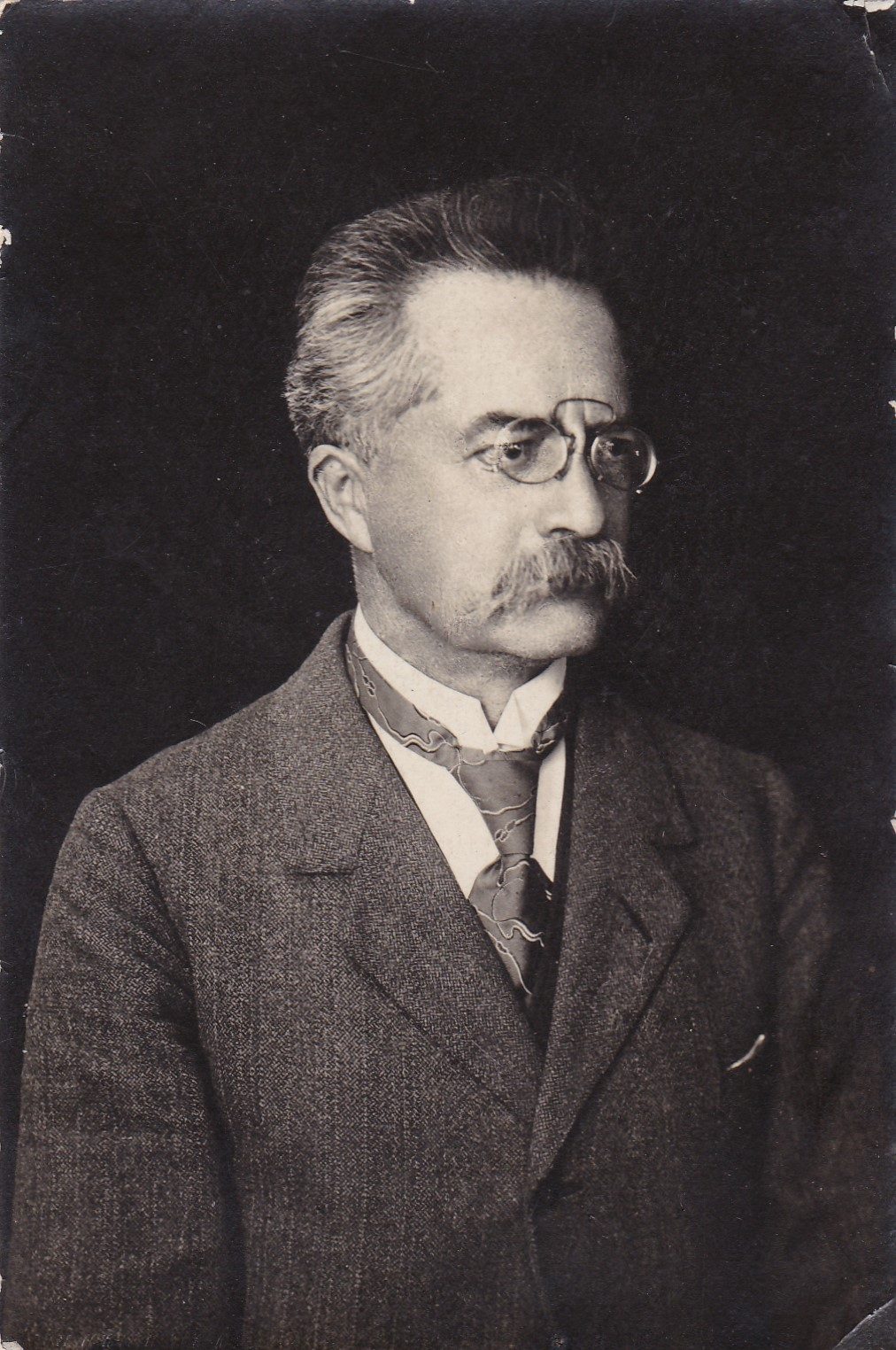
Constant Vansteenkiste

Constant Vansteenkiste (Wevelgem, 7 oktober 1869 - Ieper, 19 september 1948) was een Belgisch vernieuwer van de vlasindustrie. De historicus van het vlas, Bert Dewilde, noemde hem een geniale Wevelgemse denker, zoeker en uitvinder, die aan de basis lag van de industrialisatie van de vlasbewerking in Vlaanderen.

## Levensloop
Van Steenkiste staat bekend als een vernieuwer van de vlasindustrie. Dit werd bevestigd door het zestigtal octrooien dat hij bekwam, samen met zijn broer Jozef, in zestien landen. 
Hij had geen wetenschappelijke of technische opleiding .
Tot 15 jaar liep hij school aan het College in Menen en werd nadien ingeschakeld in het vlasbedrijf van zijn ouders in Wevelgem. Vanaf 1890 begon hij onderzoek naar het verloop van het roten in de Leie, omdat heel wat discussie bestond over de invloed van het in Noord-Frankrijk vervuilde water dat door de Leie stroomde, en de daaruit voortvloeiende achteruitgang van de kwaliteit van het gerote vlas. Hij nam veel watermonsters, op verschillende waterhoogten, en liet deze analyseren. In tegenstelling tot wat men dacht kwam hij tot het besluit dat het sterk  vervuilde water niet negatief inwerkte op het rootproces, integendeel zelfs, maar dat het nieuwe type van grotendeels gesloten roothekkens de oorzaak was. Hij hield zich dan ook vooral bezig met het warmwaterroten. 
In 1900 organiseerde hij de eerste coöperatieve stoomzwingelarij en in 1905 de eerste kunstmatige roterij. Zijn vlaszwingelturbine is te bezichtigen in het museum Texture in Kortrijk en behoort tot het Europees erfgoed.
Dit ligt anders bij de systemen die de Constant Vansteenkiste op punt stelde.
Zijn eerste experimenten en toepassingen hadden betrekking op het roten van vlas, en daarbij stelde hij proefondervindelijk het warmwaterroten in betonnenroottanks op punt. Zijn eerste patent op 'een nieuw systeem voor het roten van het vlas' dateerde van begin 1902, en werd op korte termijn gevolgd door een aantal verbeteringen en nieuwe patenten. 
Zijn pogingen om de nieuwe technieken in de Leiestreek toe te passen stuitten op vijandigheid vanwege de vlassers. In 1901 trok hij naar Beernem, waar senator en burgemeester Etienne de Vrière een coöperatieve vlasfabriek wilde oprichten. Hiervoor ging Vansteenkiste een associatie aan met Lucien Legrand, die voor investeerders zorgde. In 1902 vond een eerste test in Beernem plaats, in lauwwaterbassins. Om een naamloze vennootschap te kunnen stichten voor de uitbouw van de proefroterij tot een grote roterij met aanpalende zwingelarij, trok Legrand kapitaal aan uit Gentse en Noord-Franse spinnerijmilieus. Er werd een vergelijkende proefroting van 40 ton vlas uitgevoerd, een helft in de Leie en de andere helft in de proefroterij in Beernem. De proef was overtuigend, zodat kapitaal beschikbaar kwam voor de oprichting van de roterij Rouissages Belges, Legrand et Compagnie, société anonyme (25 juli 1906). Directeur was Vansteenkiste. Het vlas van Beernem werd echter op de markten en door de vlaskopers geboycot. Tezelfdertijd liep een project om het stroafval (de "lemen") tot veevoeder te vermalen faliekant af, en bleek ook het management van de vennootschap niet erg efficiënt. Op 1 september 1908 nam Vansteenkiste ontslag als directeur, en vertrok uit Beernem. Op 16 mei 1909 werd het bedrijf gesloten. Toch had de methode van Vansteenkiste intussen weerklank gekregen. In 1904 werden door het Ministerie van Arbeid lovende woorden geformuleerd, in 1905 kende het Comité Linier de France hem een gouden medaille toe.
Na het debacle in Beernem trad een vrij verwarde periode op. Constant Van Steenkiste verbleef even in Kortrijk en vertrok begin 1910 naar Appingedam (provincie Groningen) om er een oude roterij-zwingelarij als testbedrijf voor de firma Beijerinck en Sjollema op te starten. Hij bleef er tot begin 1912. Hij keerde toen terug naar Wevelgem en bouwde er samen met Jozef Vansteenkiste de eerste warmwater-rootput. Begin 1912 week hij uit naar Hongarije. 
Tijdens de Eerste Wereldoorlog verbleef Constant Vansteenkiste opnieuw in Wevelgem. Hij bekende zich tot het activisme en hoopte dat dit hem meer invloed zou geven voor de ontwikkeling van de vlasnijverheid. In 1918 werd hij lid van de kortstondige Tweede Raad van Vlaanderen.
In oktober 1918 was hij actief in een vlasroterij in Normandië. Na de Wapenstilstand op 11 november 1918 vluchtte hij, zoals de meeste leden van de Raad van Vlaanderen, naar Nederland, terwijl hij in België bij verstek veroordeeld werd tot twintig jaar dwangarbeid. Dit was de meest voorkomende strafmaat voor gevluchte leden van de Raad van Vlaanderen. Veel later verdedigde hij zich door te schrijven dat hij in de politieke wereld nooit een rol, zelfs niet een ondergeschikte, had gespeeld. Hij zou niet geweten hebben dat hij als lid was ingeschreven van de Tweede Raad van Vlaanderen, hetgeen was gebeurd op initiatief van de Vlaamsgezinde artsen Emiel Lauwers en Alfons Depla, die met succes zijn echtgenote hadden geopereerd. 
Na de Eerste Wereldoorlog, toen hij zich in het buitenland bevond, werkte hij vooral aan de ontwikkeling van allerhande machines, vooral zwingelmachines (de "Zwingelturbine").
In 1922 verhuisde hij naar Duitsland en werd adviseur bij het grote vlasbedrijf Küchenmeister in Freiberg. Hij bouwde roterijen in Saksen, in Estland en hij gaf les in Rzjev (Rusland), waar hij de grote roterij Ralo leidde van 1926 tot in 1928.
Nadat zijn vrouw in juli 1928 in Leipzig was overleden, kwam hij naar België terug, nog voor de Uitdovingswet van kracht werd, die de veroordelingen voor collaboratie uitwiste (1929). Na een kort verblijf in de gevangenis van Vorst, ging hij in Ieper wonen. Hij werd er beheerder van een fabriek van vlasbewerkingsmachines, de 'Gieterij en Werkhuizen Vansteenkiste'. In 1930-1932 was hij leraar vlastechnieken aan de Hogere Technische School in Kortrijk.
Tijdens de Tweede Wereldoorlog nam hij in 1942 deel aan de stichting van het door de bezetter gesteunde Rijksvlasinstituut. Hij werd lid van het Vlaams Nationaal Verbond en van de DeVlag. Hij was ook een van de begunstigden van de herstelbetalingen vanwege de zogenaamde Bormscommissie. Dit bracht mee dat hij na de oorlog werd vervolgd en in 1946 vervallen werd verklaard van zijn burgerrechten. Hij diende een aanvraag tot herziening in, en in 1949 werd hij postuum in zijn rechten hersteld.

## Familie
Constant Vansteenkiste was een zoon van vlaskoper en winkelier Bernard Vansteenkiste (1837-1895) en Lucia Dekyvere (1840-1926). Hij trouwde in 1895 met Louise Marie Callens (Kortrijk, 1873 - Leipzig, 1928). Ze kregen drie dochters, en een zoon, de kunstschilder Eugeen Vansteenkiste.

## Publicaties
- Op weg naar de volledige industrialisatie der vlasbereiding, Ieper, 1929.
- De vlasbereiding, Brugge, Excelsior, 1930.
- Onze vlasnijverheid die vergaat, Antwerpen, 1931.
- De ontaarding der konkurrentie. Ook in ons vlasbedrijf ontsnappen we er niet aan, in: VEV-Berichten, 1933.
- Hoe de eerste industriële vlasroterij in Vlaanderen tot stand kwam, in: V.E.V.-berichten, april 1936.
- Vrede en economie, in Moniteur Textile.

## Hulde
- Op 5 oktober 2019 werd een academische zitting gehouden in Wevelgem, naar aanleiding van de 150ste verjaardag van de geboorte van Constant Vansteenkiste. Adriaan Linters sprak er onder de titel: 'Situering van Constant Vansteenkiste binnen de pogingen om de vlasvezelproductie te mechaniseren'.

## Varia
- Constant Vansteenkiste figureert in de jeugdroman De oversteek van Koen D'haene, Leuven, Davidsfonds, 2001.
- Een toneeltekst van Constant Vansteenkiste uit 1913 werd in 2023 bewerkt door Koen D'haene en opgevoerd door heemkring Wibilinga uit Wevelgem: 'De sobere avonturen van een bale vlas'.